# ایستگاه بین‌المللی استراتفورد
ایستگاه بین‌المللی استراتفورد (انگلیسی: Stratford International station) یک ایستگاه در استراتفورد، انگلستان است که جزئی از خط ۱ قطار تندرو بریتانیا و قطار سبک داکلندز است.
این ایستگاه که در سال ۲۰۰۹ تأسیس شده در سال ۱۶–۲۰۱۵ میلادی ۱٫۶۳۲ میلیون مسافر جابه‌جا کرده است.

## نگارخانه

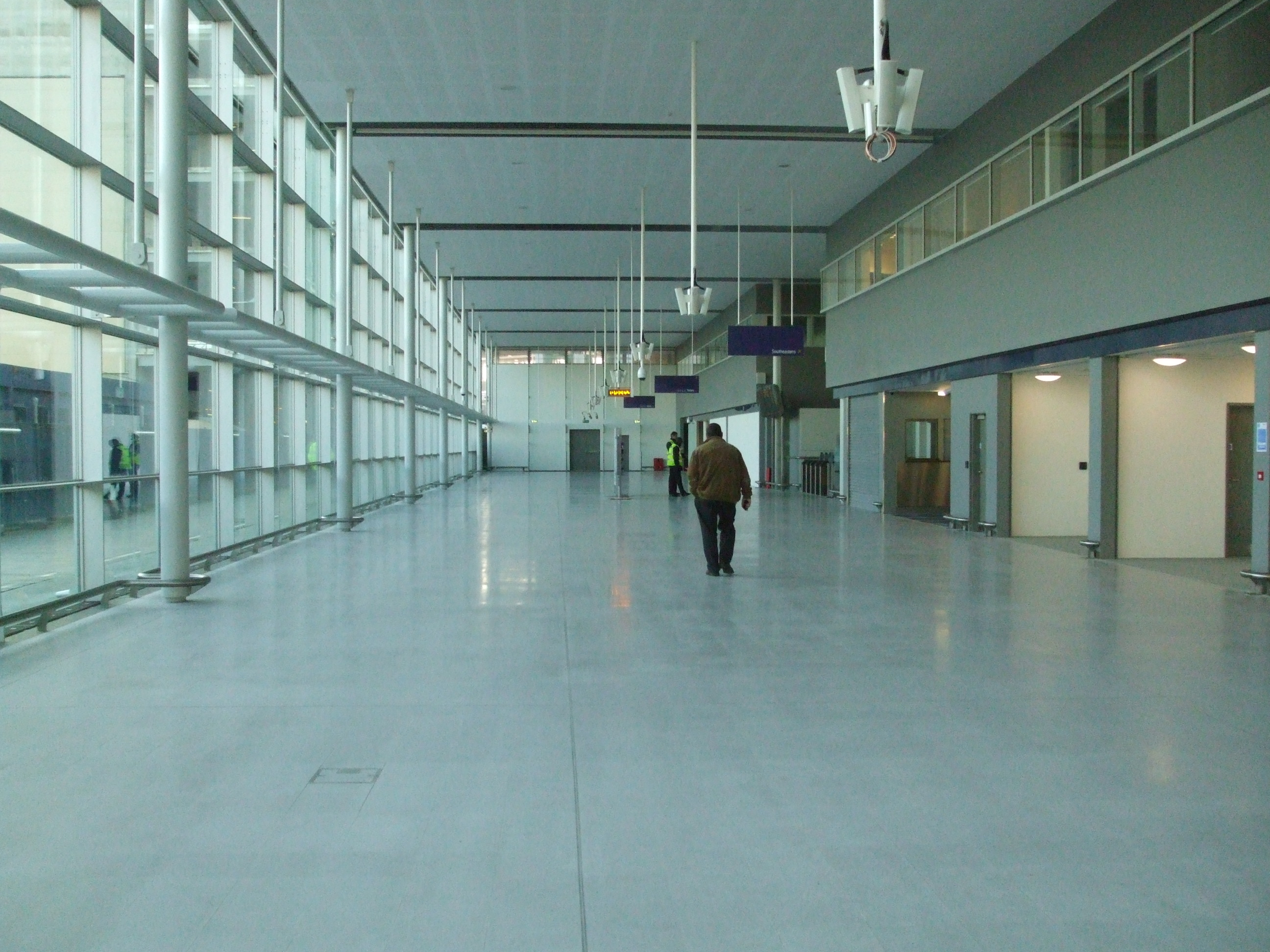
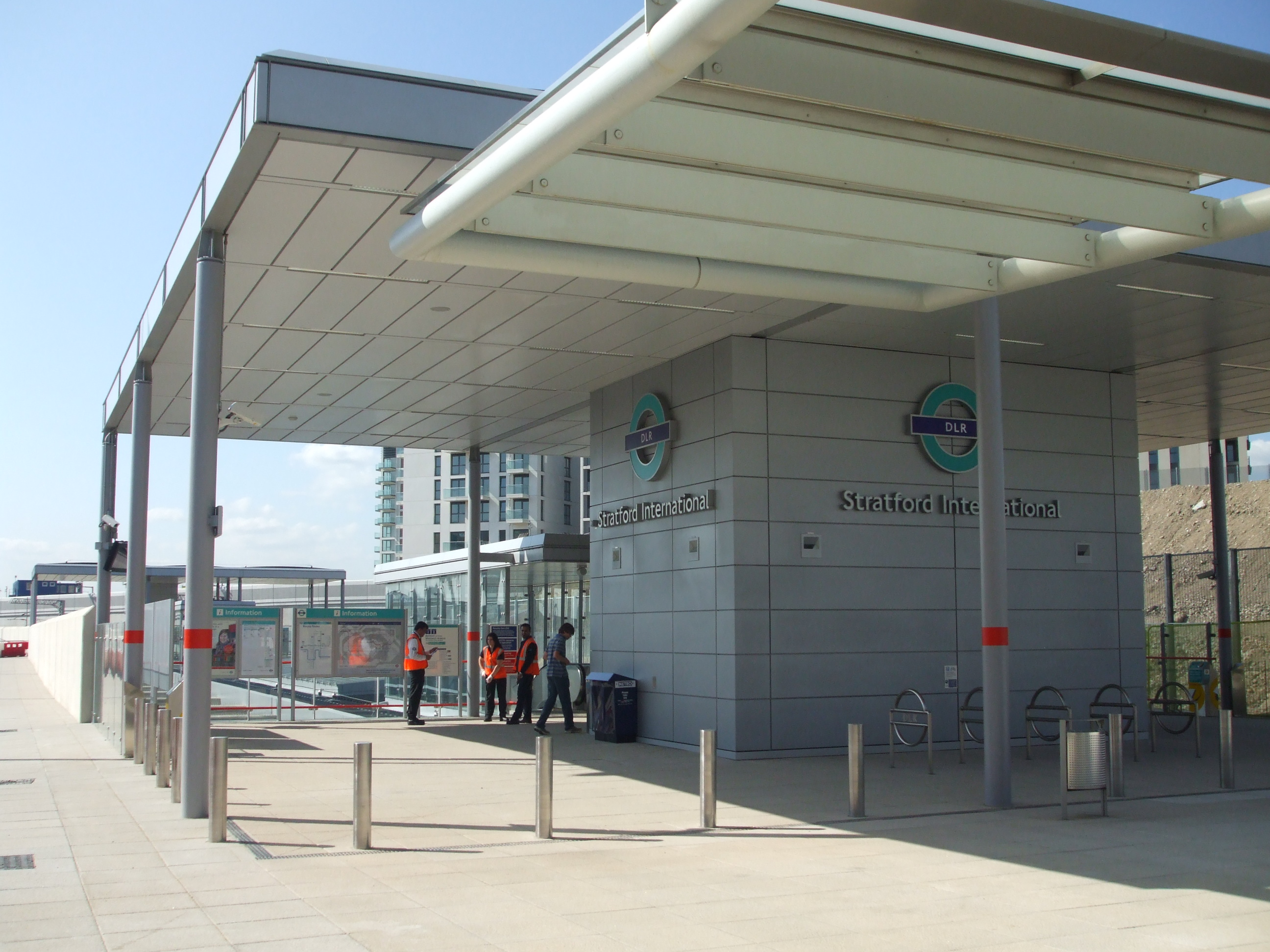